# Vassurány, Vas
Vassurány  este un sat în districtul Szombathely, județul Vas, Ungaria, având o populație de 848 de locuitori (2011). 

## Demografie
Componența etnică a satului Vassurány
     Maghiari (97,59%)
     Germani (2,01%)
     Necunoscut (0,4%)
     Alții (0,4%)
Componența confesională a satului Vassurány
     Romano-catolici (74,17%)
     Luterani (3,07%)
     Fără religie (1,89%)
     Reformați (1,3%)
     Necunoscută (19,58%)
Conform recensământului din 2011, satul Vassurány avea 848 de locuitori. Din punct de vedere etnic, majoritatea locuitorilor (97,59%) erau maghiari, cu o minoritate de germani (2,01%). Apartenența etnică nu este cunoscută în cazul a 0,4% din locuitori.  Din punct de vedere confesional, majoritatea locuitorilor (74,17%) erau romano-catolici, existând și minorități de luterani (3,07%), persoane fără religie (1,89%) și reformați (1,3%). Pentru 19,58% din locuitori nu este cunoscută apartenența confesională.